# Giordano Cottur
Giordano Cottur (Trieste, 24 de maig de 1914 - Trieste, 8 de març de 2006) fou un ciclista italià, professional entre 1938 i 1950. Els seus èxits més importants els aconseguí al Giro d'Itàlia, on acabà tres vegades tercer de la general, el 1940, 1948 i 1949 i guanyà sis etapes. Una vegada retirat exercí de director esportiu.

## Palmarès
- 1935
  - 1r a la Bassano-Monte Grappa
- 1936
  - 1r a la Bassano-Monte Grappa
- 1937
  - 1r de la Biella-Oropa
- 1938
  - 1r de la Trieste-Postumia-Trieste
  - Vencedor d'una etapa al Giro d'Itàlia
- 1939
  - 1r del Giro dell'Umbria
  - Vencedor d'una etapa al Giro d'Itàlia
- 1943
  - 1r del Gran Premi de l'Imperi
- 1945
  - 1r de la Trieste-Opicina
- 1946
  - Vencedor de 2 etapes al Giro d'Itàlia
- 1947
  - Vencedor d'una etapa al Giro d'Itàlia
- 1948
  - Vencedor d'una etapa al Giro d'Itàlia

### Resultats al Giro d'Itàlia
- 1938. 33è de la classificació general i vencedor d'una etapa
- 1939. 7è de la classificació general i vencedor d'una etapa
- 1940. 3r de la classificació general
- 1946. 8è de la classificació general i vencedor de 2 etapes. Porta el mallot rosa durant una etapa
- 1947. Abandona (14a etapa). Vencedor d'una etapa
- 1948. 3r de la classificació general i vencedor d'una etapa. Porta el mallot rosa durant 8 etapes
- 1949. 3r de la classificació general

### Resultats al Tour de França
- 1938. 25è de la classificació general
- 1947. 8è de la classificació general
- 1948. Abandona (14a etapa)